# جون كولر
جون كولر (بالهولندية: Johan Harmen Rudolf Köhler)‏ هو عسكري هولندي، ولد في 3 يوليو 1818 في خرونينغن في هولندا، 
تم تجنيده في سلاح المشاة في عام 1832، في سن الرابعة عشرة، حيث تقدم بثبات في رتب الضباط، وفي عام 1839، انتقل إلى جزر الهند الشرقية الهولندية، حيث انضم إلى جيش جزر الهند الشرقية الملكي الهولندي، وترقى أيضًا الرتب بشكل مطرد.
كقبطان في عام 1856، شارك في حملة عقابية لقمع المتمردين في منطقة لامبونغ. أكسبته أفعاله لقب فارس من الدرجة الرابعة في وسام ويليام العسكري في يناير 1857. وبعد ترقيته إلى رتبة عقيد في عام 1865، تم منحه قيادة عسكرية على غرب سومطرة.
تم قتل كولر في 14 أبريل 1873  أثناء قيادته حملة عسكرية تأديبية ضد آتشيه في إندونيسيا.